# Parco del Mercatello
Il parco del Mercatello è un parco pubblico situato nel quartiere Mercatello, nella periferia ad est di Salerno.

## Caratteristiche e vicende storiche
Il parco ha un'estensione di dieci ettari e viene considerato uno dei maggiori parchi urbani attrezzati d'Italia.
Progettato durante l'amministrazione di Vincenzo Giordano e fortemente voluto dai cittadini salernitani, con lo scopo di riqualificare una zona a destinazione esclusivamente residenziale (ed aperto temporaneamente nel 1994), il parco fu inaugurato nel 1998 da Oscar Luigi Scalfaro, allora presidente della repubblica italiana.
Dispone di serre attrezzate che accolgono un'importante collezione di piante succulente e, originariamente, di un laghetto artificiale con canale (scomparsi per gli elevati costi di manutenzione).
L'impianto del verde risulta molto vario e suddiviso in settori tematici:
- area naturalistica lungo il torrente Mercatello ed intorno al laghetto con roverelle, farnie, pioppi neri, pioppi bianchi, ontani, tamerici;
- area del giardino mediterraneo caratterizzata da lunghi porticati maiolicati ricoperti da rampicanti e lussureggiante vegetazione a palme (Washingtonia robusta, Phoenix dactylifera, Butia capitata, Brahea armata), ulivi, cipressi, ficus, lecci, canfori, sterlitzie;
- area del frutteto, vestigia dell'antico impianto agricolo dell'area, con impianto di alberi di agrumi;
- area del prato costituita da una vasta radura erbosa delimitata da pioppi, platani, tigli e arbusti di melograni e viburni.

Vi si svolgono spettacoli culturali, principalmente per la giovane popolazione della zona orientale di Salerno.
Il parco è stato riqualificato nel 2023 su progetto del raggruppamento guidato da S.B.ARCH. Bargone Associati.

## Infrastrutture e trasporti
Il parco è facilmente raggiungibile dalla stazione di Mercatello del servizio ferroviario metropolitano di Salerno.